# Orgelbau Schmid
Orgelbau Schmid ist eine Orgelbaufirma in Westendorf im Allgäu. Gegründet wurde sie im Jahr 1955 von Gerhard Schmid (* 12. Dezember 1925 in Kaufbeuren; † 9. September 2004). Nach seinem Tod wird sie von seinem Sohn Gunnar Schmid (* 1967) geleitet. Sie ist nicht mit der – gleichfalls im Allgäu ansässigen – Orgelbaufirma Siegfried Schmid zu verwechseln.

## Geschichte
Gerhard Schmid erlernte in den Jahren 1945 bis 1948 den Orgelbau bei der Firma Gebrüder Hindelang. Als Geselle arbeitete er bei Zeilhuber, um sich dann bei Albert Moser in München im Orgelbau zu vertiefen. Im Jahr 1952 erwarb er den Meistertitel. Von 1953 bis 1955 war er als Intonateur bei der schwedischen Firma Mårtensson (Lund) tätig. Schmid machte sich im Jahr 1955 mit einer eigenen Orgelbaufirma selbstständig und verteilte die Arbeiten von Anfang an auf zwei Werkstätten. In den 1980er Jahren erreichte die Firma mit über 40 Mitarbeitern ihr größtes Ausmaß. Der Wirkungsbereich dehnte sich auf Europa aus, insbesondere auf den osteuropäischen Raum, wohin Schmid im Rahmen des Hilfswerkes „Triumph des Herzens“ größere Orgelwerke überführte. Der Betrieb lieferte mehrere geschenkte Orgeln in den 1990er Jahren nach Russland und Lettland. Die Firma erwarb sich auch durch Restaurierungen einen guten Ruf.
In den Jahren 2002 bis 2004 demontierte Gerhard Schmid die Orgel der Firma Orgelbau Th. Kuhn AG im Basler Münster und baute sie in der Kathedrale der Unbefleckten Empfängnis in Moskau auf. Für den Transport der Orgelpfeifen wurden diese in von Baslern gespendete Kleidungsstücke eingewickelt, die später in Moskau an Bedürftige verteilt wurden. Die Montage der Orgel leitete zunächst Gerhard Schmid, nach dessen persönlichem Wunsch alle Arbeiten unentgeltlich erfolgten. Er starb allerdings am 9. September 2004 an den Spätfolgen der Verletzungen, die er bei einem Sturz vom Baugerüst an der Moskauer Orgel erlitten hatte.
Sein Sohn Gunnar erlernte den Orgelbau ab 1988 bei der Mönch Orgelbau GmbH & Co. KG in Überlingen und arbeitete in den Jahren 1992 bis 1994 als Geselle bei der Orgelbauwerkstatt Thomas Jann, 1995 im väterlichen Betrieb und 1996/1997 bei Weigle. Er besuchte die Orgelbauschule in Ludwigsburg und legte die Meisterprüfung ab. Von 1999 bis 2000 war er bei Hermann Weber (Engerazhofen) und von 2000 bis 2001 bei Zeilhuber tätig. Nach dem Tod des Vaters führte er dessen Arbeiten zu Ende und übernahm den Betrieb. Unter der neuen Leitung wandte sich die Firma vom Ideal des neobarocken Klangbilds ab. Im Jahr 2006 erfolgte der Umzug von Werkstatt und Firmenleitung in den früheren Zweigbetrieb nach Westendorf.

## Werk
Gerhard Schmid war dem neobarocken Klangideal verpflichtet. Charakteristisch für viele seiner Orgeln sind das Werkprinzip, mechanische Schleifladen, eine neobarocke Disposition, die Verwendung von Koppeltritten, ziselierten Prospektpfeifen und Spanischen Trompeten. Die Gehäuse sind schlank und entweder modern oder barockisierend gestaltet, weisen in der Regel aber einen klaren Werkaufbau auf. Die Klangkronen sind hoch konzipiert, die Aliquotregister können seltene Teiltöne wie Septimen und Nonen, vereinzelt sogar Undezimen (8⁄11′), Tredezimen (8⁄13′) bis hin zum 8⁄15′ aufweisen. Auf der anderen Seite fehlen Schwebungs- und Streicherstimmen nicht. Selbst kleinere Orgeln haben ein Schwellwerk. Einzelne Register aus romantischen Vorgängerinstrumenten wurden umintoniert oder in originaler Form in Schmids Neubauten einbezogen. Kennzeichnend ist der Ausbau ausgewählter Registerfamilien. Bei größeren Orgeln ist das Pedalwerk in Groß- und Kleinpedal unterteilt. Das Kleinpedal in hoher Diskantlage ist von einem Manual spielbar oder bildet als Solowerk ein eigenständiges Manualwerk.
Insgesamt hat die Orgelbaufirma über 200 Neubauten angefertigt und rund 150 Orgeln restauriert. Heute konzentriert sich das Unternehmen auf die Restaurierung größerer Instrumente, den Bau von Kleinorgeln und die Fertigung von Dichtungsringen für die Abdichtung von Schleifen.

## Werkliste (Auswahl)
| Jahr      | Ort                       | Gebäude                                | Bild | Manuale | Register | Bemerkungen |
| --------- | ------------------------- | -------------------------------------- | ---- | ------- | -------- | --- |
| 1957      | Schwarzenbruck            | Martin-Luther-Kirche                   |      | II/P    | 21       | Mechanische Spiel- und pneumatische Registertraktur; 2017 durch Jürgen Lutz ersetzt                                                                                      |
| 1957      | Steingaden                | Wieskirche                             |      | III/P   | 43       | Im historischen Gehäuse von Johann Georg Hörterich; 2010 Orgelneubau durch Winterhalter unter teilweiser Verwendung der gewachsenen Substanz → Orgel                     |
| 1957      | Unterrammingen            | St. Magnus                             |      | II/P    | 16       | Neubau im historischen Gehäuse (1775); Kegelladen, elektropneumatische Traktur                                                                                           |
| 1959/1987 | Dießen am Ammersee        | Marienmünster Dießen                   |      | III/P   | 39       | 1959 Neubau im historischen Gehäuse von Caspar König (1739), 1987 Erweiterung um ein Schwellwerk                                                                         |
| 1960/1975 | Steinheim                 | St. Martin                             |      | II/P    | 21       | Erneuerung (1960) und Erweiterung (1975) → Orgel |
| 1962      | Hirschzell                | St. Thomas                             |      | II/P    | 10       | |
| 1962      | Berlin                    | Heilandskirche                         |      | III/P   | 46       | [ 7 ] |
| 1963      | Leipheim                  | St. Veit                               |      | II/P    | 23       | Im Gehäuse von Georg Friedrich Schmahl (1766, ursprünglich I/P/14) und unter Verwendung einiger historischer Register, erweitert um ein Rückpositiv                      |
| 1963      | Pello, Finnland           | Pello Kirkko                           |      | II/P    | 27       | Unter Verwendung älterer Teile. 2012/2013 durch Neubau von Seifert ersetzt und nach Argentine in Frankreich verkauft.                                                    |
| 1963      | Kaufbeuren                | Dreifaltigkeitskirche                  |      | IV/P    | 57       | 5 Manualwerke, Unterpositiv an Rückpositiv angehängt; 2013 durch Neubau von Seifert ersetzt                                                                              |
| 1964/1997 | Steingaden                | St. Johannes Baptist                   |      | II/P    | 27       | Hinter historischem Prospekt von 1743 → Orgel |
| 1965      | Landshut                  | Dominikanerkirche                      |      | V/P     | 75       | |
| 1966      | Augsburg-Kriegshaber      | St. Thomas                             |      | II/P    | 22       | Umbau durch Orgelbau Schmid im Jahr 1993 und Erweiterung um 1 Register                                                                                                   |
| 1967      | Schweinfurt               | Auferstehungskirche                    |      | III/P   | 26       | |
| 1967      | Hof (Saale)               | St. Michaelis                          |      | III/P   | 63       | Restaurierung und Erweiterung der Orgel der Gebr. Heidenreich (1834). 2006–2007 Restaurierung und Erweiterung (neues Schwellwerk) durch Karl Schuke (Berlin)             |
| 1968      | München-Hasenbergl        | Evangeliumskirche                      |      | III/P   | 28       | → Orgel |
| 1969      | München-Laim              | Paul-Gerhardt-Kirche                   |      | III/PP  | 43       | → Orgel |
| 1969      | Stockholm                 | Auferstehungskirche                    |      | III/P   | 22       | |
| 1969      | Lauben                    | Unser Lieben Frauen                    |      | II/P    | 22       | |
| 1970      | Eresing                   | St. Ulrich                             |      | II/P    | 16       | Teile des Prospekts von Johann Georg Hörterich von 1758 |
| 1970      | Vahrenwald                | Vahrenwalder Kirche                    |      | III/P   | 21       | |
| 1971      | Windberg                  | Kloster Windberg                       |      | II/PP   | 26       | → Orgel |
| 1971      | Rummelsberg               | Philippuskirche                        |      | III/P   | 35       | Seit 2002 in der Nikolaikirche (Rostock) (Bild) |
| 1972      | Kempten                   | St. Mang                               |      | II/P    | 16       | War zunächst als Interimsorgel gedacht |
| 1973      | Attersee am Attersee      | Evangelische Kirche Attersee           |      | II/P    | 14       | In drei Rückpositiven |
| 1974      | Heidenheim an der Brenz   | Marienkirche                           |      | III/P   | 41       | → Orgel |
| 1974      | Plech                     | St. Susannae                           |      | I/P     | 11       | Umbau der Orgel von Kittelmann/Wiegleb/Weineck (1784/1862), Prospekt von 1784                                                                                            |
| 1974      | Schwabach                 | St. Peter und Paul                     |      | II/P    | 20       | |
| 1975      | München                   | Mariahilfkirche                        |      | V/P     | 72       | Mit Bombarde 32′ und akustischem 64′ → Orgel |
| 1976      | Altötting                 | Basilika St. Anna                      |      | IV/PP   | 82       | Unter Verwendung des historischen Gehäuses und der erhaltenen romantischen Register                                                                                      |
| 1976      | Dürrenwaid                | Christuskirche                         |      | II/P    | 6        | Serienmodell „Schmid Kleinorgel 68“; II als vollständige Transmission von I → Orgel                                                                                      |
| 1977      | Breitenbrunn              | St. Martin                             |      | II/P    | 14       | → Orgel |
| 1977      | Memmingen                 | Christi Auferstehung                   |      | II/P    | 20       | → Orgel |
| 1978      | Günzburg                  | Heilig Geist                           |      | II/P    | 17       | |
| 1978      | Garmisch-Partenkirchen    | St. Martin                             |      | III/P   | 29       | |
| 1978      | Trebgast                  | St. Johannes                           |      | III/P   | 23       | Hinter Prospekt von Graichen & Ritter (1749) und angelehnt an deren Disposition, aber um 4 Register und größeren Tonumfang erweitert                                     |
| 1979      | Kempten                   | St. Anton                              |      | III/P   | 41       | |
| 1980      | Neuötting                 | St. Nikolaus-Kirche                    |      | IV/P    | 49       | → Orgel |
| 1981      | Aalen                     | St. Maria                              |      | III/P   | 37       | Das Positiv steht solitär in einem separaten Gehäuse. → Orgel |
| 1981      | Castell                   | St. Johannes                           |      | IV/P    | 24       | Koppelmanual; im Gehäuse von Franz Joseph Zettler 1786; überholt 2007 → Orgel                                                                                            |
| 1981      | Vöcklabruck               | Evangelische Pfarrkirche               |      | II/P    | 22       | Disposition |
| 1982      | Bad Wildungen             | Evangelische Stadtkirche               |      | III/P   | 43       | Für den Neubau einige Register der Walcker-Orgel (1857) übernommen |
| 1983      | Landsberg am Lech         | Stadtpfarrkirche Mariä Himmelfahrt     |      | IV/P    | 68       | Hinter barockem Gehäuse von 1688; später umgebaut |
| 1983      | Wertach                   | Evangelische Kirche                    |      | III/P   | 34       | |
| 1984      | Kemijärvi                 | kirkko                                 |      | III/P   | 41       | → Orgel |
| 1984–1986 | Roggenburg                | Kloster Roggenburg                     |      | V/P     | 66       | Umbau der Nenninger-Orgel (1957) hinter dem Prospekt von Georg Friedrich Schmahl (1761) → Orgel                                                                          |
| 1986      | Ahornberg                 | Martinskirche                          |      | III/P   | 23       | mit Koppelmanual → Orgel |
| 1986      | Burgkunstadt              | Christuskirche                         |      | III/P   | 26       | von Gunnar Schmid 2021 restauriert |
| 1986      | Gießen                    | Freie ev. Gemeinde                     |      | II/P    | 17       | Unter Verwendung älterer Register und Teile der abgebrochenen Hindelang-Orgel aus Ebenhofen (1963, Opus 268)                                                             |
| 1987      | Kempten                   | St. Mang                               |      | IV/PP   | 52       | 2019 Umbau durch Orgelbau Klais, dabei Auflösung des Kleinpedals und Einbau eines Auxiliars, neuer Spieltisch                                                            |
| 1987      | Klagenfurt am Wörthersee  | Johanneskirche                         |      | III/P   | 30       | Im neugotischen Gehäuse und unter Einbeziehung von 9 Registern der Vorgängerorgel (1925)                                                                                 |
| 1988      | Bedernau                  | St. Georg                              |      | II/P    | 22       | Hinter historischem Prospekt von Augustin Simnacher (1722) |
| 1989      | Markt Erlbach             | St. Kilian                             |      | III/P   | 29       | |
| 1989      | Prien am Chiemsee         | Christuskirche                         |      | II/P    | 14       | |
| 1989      | Belitz                    | Dorfkirche                             |      | II/P    | 18       | Renovierung der Kersten/Winzer-Orgel → Orgel |
| 1989–1990 | Türkenfeld                | Mariä Himmelfahrt                      |      | II/P    | 17       | |
| 1990      | Obertiefenbach (Beselich) | Wallfahrtskapelle Maria Hilf Beselich  |      | II/P    | 7        | Im Mai 2014 in der Marienkapelle feierlich eingeweiht. |
| 1990      | Garmisch-Partenkirchen    | Johanneskirche                         |      | III/P   | 28       | |
| 1990      | Eibelshausen              | Freie Ev. Gemeinde                     |      | II/P    | 6        | Manuale mit Transmissionen, letzter Bau des Modells „Kleinorgel 68“ |
| 1991      | Illerberg                 | St. Martin                             |      | III/P   | 21       | |
| 1992      | Thalfingen                | Christus unser Leben                   |      | II/P    | 25       | |
| 1992–1993 | Augsburg-Kriegshaber      | St. Thaddäus                           |      | III/P   | 44       | Renovierung |
| 1993      | Kaufbeuren-Neugablonz     | Herz-Jesu-Kapelle                      |      | II/P    | 13       | |
| 1993      | Mingolsheim               | St. Lambertus                          |      | IV/P    | 52       | |
| 1993      | Gotha                     | Augustinerkirche                       |      | IV/P    | 49       | Neubau, zusammen mit Rudolf Böhm (Gotha), im Orgelgehäuse der Gebrüder Wedemann von 1692                                                                                 |
| 1987–1996 | Dijon                     | Kathedrale von Dijon                   |      | V/P     | 73       | Rückführung der Orgel der Gebrüder Riepp auf Zustand von 1745 hinter historischen Gehäuse (IV/P); Platzierung der erhaltenen romantischen Register auf einem Schwellwerk |
| 1997      | Zorneding                 | Christophoruskirche                    |      | III/P   | 17       | mit Koppelmanual → Orgel |
| 1999      | Obergermaringen           | St. Michael                            |      | II/P    | 14       | Letzter Orgelneubau der Firma Schmid Orgelbau. → Orgel |
| 2002      | Klein Belitz              | Dorfkirche Neukirchen                  |      | II/P    | 16       | Restaurierung der Orgel von Paul Schmidt (1768) |
| 2002–2005 | Moskau                    | Kathedrale der Unbefleckten Empfängnis |      | IV/P    | 74       | Demontage, Transport und Montage der Orgel von Orgelbau Kuhn (1955) aus dem Basler Münster                                                                               |
| 2004–2005 | La Orotava (Teneriffa)    | Nuestra Señora de la Concepción        |      | II/P    | 19       | Restaurierung der Orgel von E. F. Walcker & Cie. (1914) |
| 2006–2007 | München                   | St. Willibrord, Altkatholische Kirche  |      | II/P    | 15       | → Orgel |
| 2013      | Marktoberdorf             | Musisches Gymnasium Marktoberdorf      |      | I       | 4½       | Truhenorgel |
| 2016      | Esslingen-Zell            | Dreifaltigkeitskirche                  |      | II/P    | 22       | Umsetzung, Renovierung und Erweiterung der Schmid-Orgel (1972) aus Kempten, Christi Himmelfahrt (ursprünglich II/P/20)                                                   |